# Sodom

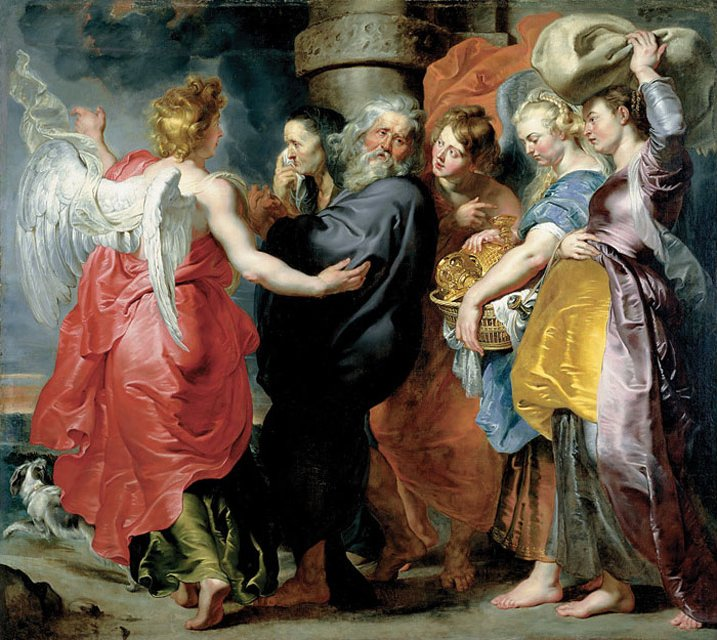
Lot och hans familj flyr Sodom. Målning av Peter Paul Rubens

Sodom var en legendarisk forntida stad i Siddimsdalen i nuvarande Israel. Den blev enligt 1 Mos. 19 för invånarnas gudlöshets skull förstörd av "...svavel och eld, från Herren, från himlen" (1 Mos 19:24, B2000).  

## Bibeln och ursprung
I 1 Mos 19:1-29 berättas om två änglar som besöker staden för att avgöra om den måste ödeläggas. Den rättfärdige Lot, Abrahams brorson, tar emot dem i sitt hus, men stadens män försöker ta sig in i huset för att våldta främlingarna, och sedan även Lot. Främlingarna (änglarna) slår männen med blindhet. Senare blir Lot åtsagd att lämna Sodom med sin familj och inte se tillbaka på staden, eftersom den ska ödeläggas. När staden sedan förstörs ser Lots hustru enligt berättelsen tillbaka mot den, och blir då till en saltstod. Också grannstaden Gomorra och omgivande marker ödelades.
Genom bland annat arkeologiska utgrävningar tror sig vissa ha funnit staden Sodom, och troligen också konstaterat att staden kan ha träffats av en bolid och på så sätt förintats. Speciella fynd och artefakter från platsen kan stärka teorin. Andra teorier finns om en förödande jordbävning som ska ha drabbats den sydligaste delen av Döda havet, tidigare en bördig slätt.

## I kulturen
Från berättelsen om Sodom och Gomorra har begreppet sodomi uppkommit. Ordet är synonymt med "sexuell synd", då anspelande på den sexuella lössläppthet som utlevdes i staden. Sodomit är en tidigare nedvärderande benämning på homosexuell (man), och sodomin syftar även på anala eller orala samlag i allmänhet.